# 龍運巴士NA33線
龍運巴士NA33線是香港一條來往屯門（富泰）及國泰城的巴士路線，途經兆康苑、欣田邨、菁田邨、和田邨、寶田邨、田景／良景、大興邨、山景邨、屯門站、屯門市中心、安定／友愛、豐景園、龍門居、蝴蝶灣、屯門赤鱲角隧道、港珠澳大橋香港口岸及機場。

## 歷史
- 2015年7月23日：本線投入服務。
- 2015年9月5日：增設到站時間預報。[3]
- 2016年8月29日：試辦回程班次。
- 2017年9月1日：本線加開一班車，於01:15由機場開出。
- 2018年10月24日：本線總站延長至港珠澳大橋香港口岸。[4]
- 2019年11月29日：取消「二號客運大樓」巴士站。[5]
- 2020年12月28日，為配合屯門赤鱲角隧道通車：[6]
  - 來回程繞經欣田邨、大興邨及屯門站往返屯門市中心，不經54區以南的青麟路以及建生一段震寰路；
  - 介乎海皇路與赤鱲角之間改經皇珠路、龍門路及屯門赤鱲角隧道公路，不經屯門公路、汀九橋、青嶼幹線及北大嶼山公路；
  - 改以國泰城為離島區總站，港珠澳大橋香港口岸及客運大樓一帶走線與原來的相反；
  - 增設04:15由屯門（富泰）往國泰城的班次；
  - 車費由$40.0下調至$28.0。
- 2021年1月2日，國泰城開的02:02班次改為02:15開出。[7]

## 服務時間及班次
- 屯門（富泰）開：03:45、04:00、04:15、04:30
- 國泰城開：00:17、00:32、00:47、01:07、01:32、02:15

## 收費
全程：$29.3（機場員工優惠票價：$26.2）
- 蝴蝶灣往屯門（富泰）：$8.9

| - 本線設有12歲以下小童及65歲或以上長者半價優惠。 - 本線不設長者及殘疾人士每程$2.0的票價優惠；12至64歲殘疾人士如使用「殘疾人士身份」個人八達通，以及60至64歲香港居民使用「樂悠咭」繳付車資，會以全費計算。 - 乘客可以現金或八達通於上車時付款，不設找續。 - 每位成人乘客可免費攜帶最多兩名4歲以下而不佔座位的兒童乘客乘車，超額之4歲以下小童必須繳付小童車費乘車。 - 持有「九巴月票」之乘客在車票有效期內，乘搭機場「A」及「NA」線（包括本路線）可享原價二七折優惠（不會計算每天10次合資格車程）；而其他九龍巴士及龍運巴士路線則可每日可享合共最多10程（不包括B1線，但包括聯營路線的九龍巴士／龍運巴士提供的班次；惟B1線則每日可享最多各2程（不會計算每天10次合資格車程））。 - 九龍巴士、城巴、龍運巴士及陽光巴士全職員工及家屬（不包括外判職員）可免費乘搭本路線，惟必須拍職員或職員家屬八達通。 - 乘客亦可透過多元化電子支付系統（e度嘟）繳付車資，包括使用非接觸式VISA卡、JCB卡、萬事達卡、銀聯卡、美國運通、大來國際、Discover Card、Apple Pay、Google Pay、Samsung Pay、AlipayHK「易乘碼」、支付寶、WeChatHK／微信支付「搭車碼」、銀聯雲閃付「乘車碼」及BOC Pay「乘車碼」。使用此支付方式的乘客可享有中途下車之分段收費，以及與其他九巴／龍運獨營路線或聯營線九巴／龍運班次之轉乘優惠，惟不能享有與非九巴／龍運路線之轉乘優惠，亦不能享有「公共交通費用補貼計劃」。 |

### 八達通轉乘優惠
乘客登上本線後指定時間內以同一張八達通卡轉乘以下路線，或從以下路線登車後指定時間內以同一張八達通卡轉乘本線，次程可獲車資折扣優惠：
NA33→九龍巴士N260線
- NA33往屯門（富泰邨） → N260往屯門碼頭，次程車資全免，於屯門公路轉車站（不包括該站）之後任何一個巴士站轉乘，轉乘時限為150分鐘

## 行車路線
屯門（富泰）開經：屯貴路、青山公路、藍地交匯處、青麟路、紫田路、欣寶路、興貴街（北行）、興貴街（南行）、鳴琴路、田景路、青田路、震寰路、石排頭路、鳴琴路、杯渡路、屯門站公共運輸交匯處、杯渡路、屯門鄉事會路、海珠路、海皇路、皇珠路、龍門路、屯門赤鱲角隧道公路、赤鱲角路、順暉路、順匯路、赤鱲角路、東榮路、機場路、暢航路、機場路、機場南交匯處、機場路、觀景路、駿運路交匯處及觀景路。
國泰城開經：駿明路、觀景路、駿運路交匯處、機場路、機場南交匯處、暢連路、機場（地面運輸中心）巴士總站、暢連路、機場南交匯處、暢連路、航天城交匯處、赤鱲角路、順暉路、順匯路、港珠澳大橋香港口岸公共運輸交匯處、順匯路、赤鱲角路、屯門赤鱲角隧道公路、龍門路、皇珠路、海皇路、海珠路、屯門鄉事會路、杯渡路、屯門站公共運輸交匯處、杯渡路、鳴琴路、石排頭路、震寰路、青田路、田景路、鳴琴路、興貴街（北行）、興貴街（南行）、欣寶路、紫田路、青麟路、藍地交匯處、青山公路及屯貴路。

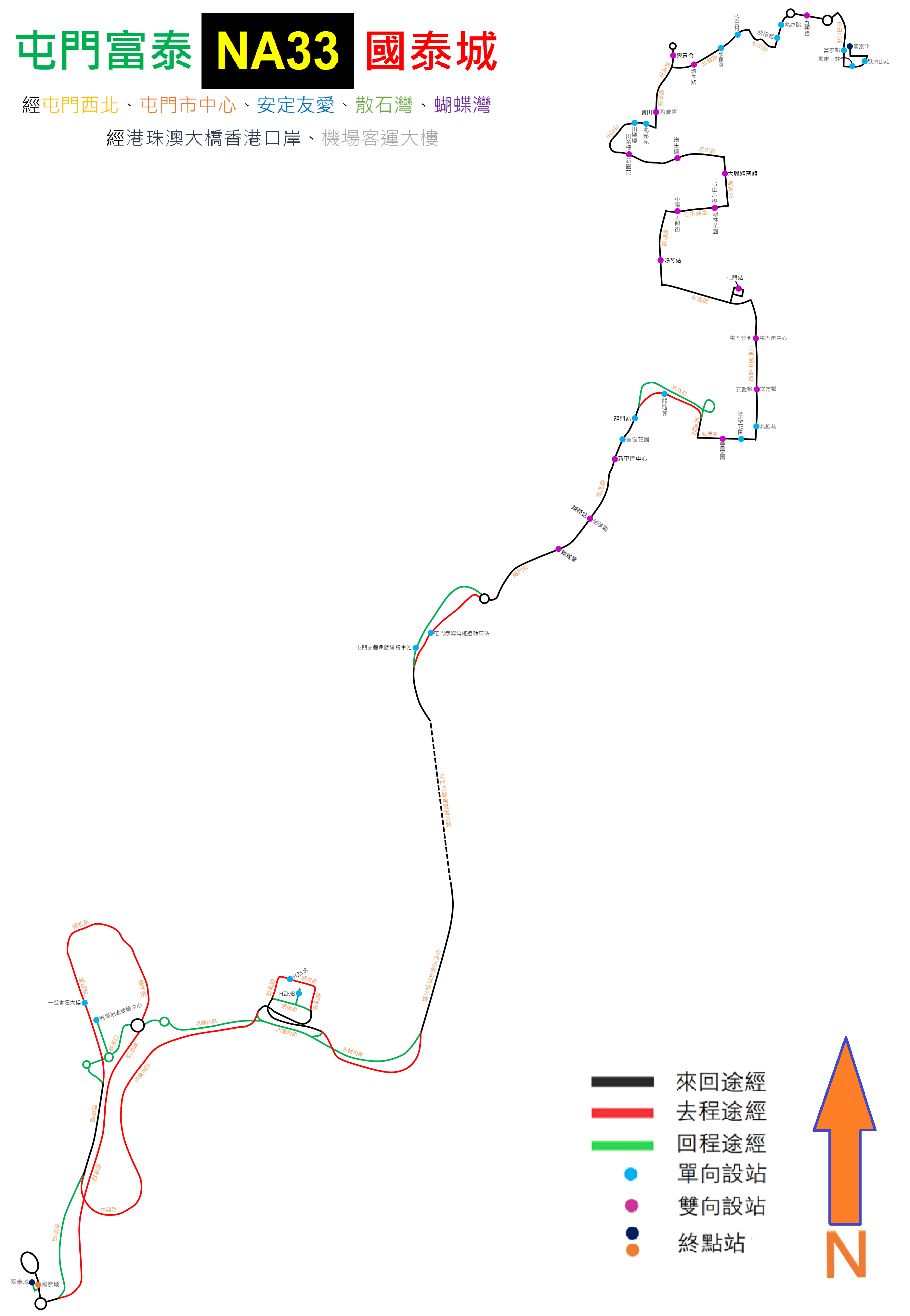
NA33線的走線圖

具體停站請參考資訊框。。

## 記錄
此線在改經屯門赤鱲角隧道後，創了以下記錄：
- 價錢最便宜的通宵機場巴士路線（僅HK$29.3）
- 行車距離最短的通宵機場巴士路線（僅29.0公里）
- 首條和僅有不途經任何主要主要幹線的通宵機場巴士路線（屯門赤鱲角隧道不屬於任何主要幹線）
- 此線在2020年12月28日從國泰城開出的首班用車（6508/TH9318），為首架途經屯門赤鱲角隧道的專營巴士
- 自2018年10月起，首條非以港珠澳大橋香港口岸為終點站的通宵機場巴士路線

## 客量
在2020年，此線最繁忙一小時的載客率為48%。

## 外部連結
- 龍運NA33線官方網站資料
- 龍運NA33線－i-busnet.com （页面存档备份，存于）
- 龍運NA33線－681巴士總站 （页面存档备份，存于）